# Phil Brumwell
Phil Brumwell (sinh ngày 8 tháng 8 năm 1975) là một cựu cầu thủ bóng đá thi đấu ở Football League cho Darlington và Hull City.